# Castelgomberto
Castelgomberto (Castelgonberto in veneto) è un comune italiano di 6 102 abitanti della provincia di Vicenza in Veneto.

## Origini del nome
In assenza di documenti che attestino l'origine del nome, si può solo supporre che in un'epoca difficilmente identificabile sia stato signore del castello un certo Gumberto - forse Hubert - dal quale prese il nome il centro abitato che si sviluppò più tardi.

## Storia

### Preistoria
Durante l'Età del bronzo (XXIV - X secolo a.C.) e l'Età del ferro (metà X secolo a.C. - metà I secolo a.C.) le aree pedemontane, dalle quali si potevano estrarre i minerali utili alla manifattura di oggetti, furono densamente abitate; il secondo periodo fu caratterizzato, oltre che dall'introduzione della metallurgia del ferro, dallo sviluppo della civiltà dei Veneti.
Anche a Castelgomberto, scavi archeologici eseguiti alla fine del Novecento hanno documentato la presenza di nuclei abitati sul monte Castello e sul colle di Santo Stefano. In quest'ultima località, in particolare, è stata portata alla luce la struttura dell'abitato, costituita da un terrapieno sostenuto da muri a secco, sul quale era disposta una massicciata costituita da brecciame calcareo del posto. Al di sopra del terreno così spianato si alzavano le capanne, probabilmente costituite da pareti in legno e travi intonacate con argilla negli interstizi e ricoperte da tetti di paglia o ramaglia; i focolari erano all'aperto.

### Epoca romana
Negli ultimi decenni del Novecento sono stati ritrovati nelle campagne di Castelgomberto, modesti reperti e frammenti di epoca romana, poi andati dispersi. È stata fatta l'ipotesi che alcune strade attraversassero questo territorio, mettendo in comunicazione la Valle dell'Agno con il passo di Priabona a nord e con il valico della Bocca ad est.
Sotto l'altare della chiesetta di San Fermo è stata ritrovata nel 1992 una stele funeraria romana con iscrizione latina, parte di un'ara dedicata ai Mani, sulla quale è incisa l'epigrafe dedicata a un'infante, figlia del procuratore imperiale Caio Vaternio Calpurnio Lucreziano che, quasi certamente, ricopriva un ruolo di amministratore pubblico nella Valle dell'Agno ed aveva la sua villa di campagna in questa zona a sud di Castelgomberto.
La stele era già conosciuta sul finire del 1500 ma giudicata un falso. Negli anni 30 del 1900 la stele fu riscoperta ma nuovamente giudicata un falso. Solo nel 1992 fu presa in considerazione dati i ritrovamenti nelle vicinanze della chiesa e nel territorio di Castelgomberto avvenuti negli anni precedenti. 

### Medioevo
Nel 1986, durante i lavori di scavo per la costruzione di un condominio nella periferia sud del capoluogo, sono venuti alla luce materiali in metallo e numerose ossa umane, materiale che consente di ipotizzare l'esistenza di una piccola necropoli longobarda nella pianura alluvionale di Castelgomberto.
Dai documenti rimasti relativi alla zona di Castelgomberto si ha notizia di un castello in località Chiuse, dove nel medioevo esisteva un abitato che formava una villa a sé, ma che poi finì per essere assorbito civilmente ed ecclesiasticamente nell'unica villa di Castelgomberto. Questo castello — del quale rimangono alcuni resti delle poderose mura e qualche elemento strutturale — era situato sull'altura che anche oggi è chiamata Monte Castello, molto importante dal punto di vista strategico perché controllava le "chiuse", ossia il punto più stretto della Valle dell'Agno. Forse esisteva anche un altro antico castello sul colle di San Giorgio, anche questo in località Chiuse, riconoscibile ai tempi del Maccà per alcuni resti di grosse fondamenta, di cui si è però persa ogni traccia.
Sull'origine del castello di Chiuse manca ogni dato anche approssimativo; la località però si trovava all'inizio di una via che nei documenti veniva chiamata strada "ungarica", il che porterebbe a pensare che il toponimo facesse riferimento alle scorrerie degli Ungari nel X secolo. Se così fosse si potrebbe datare l'origine del castello di Chiuse – così come di quello di Monteviale – a tale epoca, costruiti per incastellare e difendere le rispettive chiese.
I documenti dimostrano che quello di Chiuse fu un castello vescovile: infatti viene citato in tutti i diplomi imperiali, a cominciare da quello di Ottone III nel 1000, fino a quello di Ottone IV nel 1200. In un atto d'investitura vescovile del 1288 e in un altro del 1306 si trova ricordato il castello, situato vicino a Chiuse. A parte queste e altre investiture di feudi decimali, della giurisdizione del feudo i vescovi investirono i Trissino.
Nella zona di Castelgomberto, durante il periodo medievale, oltre i Trissino che dominavano tutta la vallata dell'Agno, furono importanti due famiglie che presero il nome dalle località: i Da Chiuse e i Da Castelgomberto. I due centri abitati nel XIV secolo gradualmente si fusero; il nucleo urbanistico più antico si sviluppò in corrispondenza della Crosara e di via Villa.

### Epoca moderna
Durante il periodo della Serenissima, in zona furono edificate ville di famiglie signorili; la più prestigiosa, costruita in forme gotiche intorno alla metà del Quattrocento, fu la villa Trissino, radicalmente restaurata nel Settecento.
Tra il XVI ed il XVIII secolo lo sviluppo urbanistico si allargò alla parte settentrionale dell'attuale via Villa, significativamente chiamata nei documenti "Villa Nova", nuovo centro abitato. In questa zona nel 1666 venne completata villa Piovene, grandioso edificio progettato da Antonio Pizzocaro, in seguito chiamata villa Da Schio. Grande sviluppo ebbe anche via Bocca, mentre sorsero ovunque, nella campagna e nelle contrade, poderosi complessi rurali, alcuni di ottima fattura, appartenenti alle famiglie della vecchia nobiltà cittadina o alle famiglie locali emergenti.

### Epoca contemporanea
Nell'Ottocento ci fu un consistente aumento della popolazione, che però non modificò lo sviluppo urbanistico. Le mappe napoleoniche ed austriache riproducono sostanzialmente l'immagine dei secoli precedenti: contrade isolate sparse nella campagna, nelle valli e sulle colline, ed un centro borgato ricompreso tra la piazza, via Villa e via Bocca.
Nella prima guerra mondiale era attivo il Campo di aviazione di Castelgomberto.
Il grande sviluppo urbanistico, che gradualmente estese l'area a sud del centro abitato, ebbe inizio nel secondo dopoguerra.

### Simboli
Lo stemma è stato riconosciuto con D.P.C.M. del 3 settembre 1951.
Il gonfalone, concesso con D.P.R. del 26 ottobre 1952, è un drappo partito di bianco e di rosso riccamente ornato di ricami di argento.

## Monumenti e luoghi d'interesse

### Architetture civili

#### Villa Piovene-Da Schio
Fu iniziata nel 1656 e ultimata dieci anni dopo. Il progetto del grandioso edificio è attribuito ad Antonio Pizzocaro. I portici posteriori sono del secolo successivo. Lo spazio davanti alla facciata venne dotato di uno splendido giardino all'italiana, con la grande e famosa peschiera attorno alla quale fanno da cornice alcuni pregevoli gruppi scultorei di soggetto biblico e classico, attribuiti alla bottega del Marinali. All'interno erano conservati arredamenti d'epoca e pregevoli dipinti di Giambattista Tiepolo e Nicolò Bambini, provenienti dal palazzo Porto Sandi di Venezia, e Francesco Rosa.

#### Villa Trissino Barbaran
L'inizio dei lavori risale agli anni 1430. Il palazzo, eretto in forme gotiche, venne portato a termine intorno alla metà del Quattrocento. Gli elementi quattrocenteschi superstiti sono la loggia, che dal pianterreno fu in seguito spostata all'ultimo piano, ed alcune finestre che si aprono sul retro dell'ala padronale. Subì un radicale restauro nei primissimi anni del Settecento, come dimostra la lapide inserita nel timpano sul fianco dell'edificio che costeggia Via Villa.

#### Velodromo Mainetti
Costruito nel 1967 dall'omonima ditta, è di proprietà del Comune di Castelgomberto.

### Architetture religiose

#### Duomo dei santi Pietro e Paolo

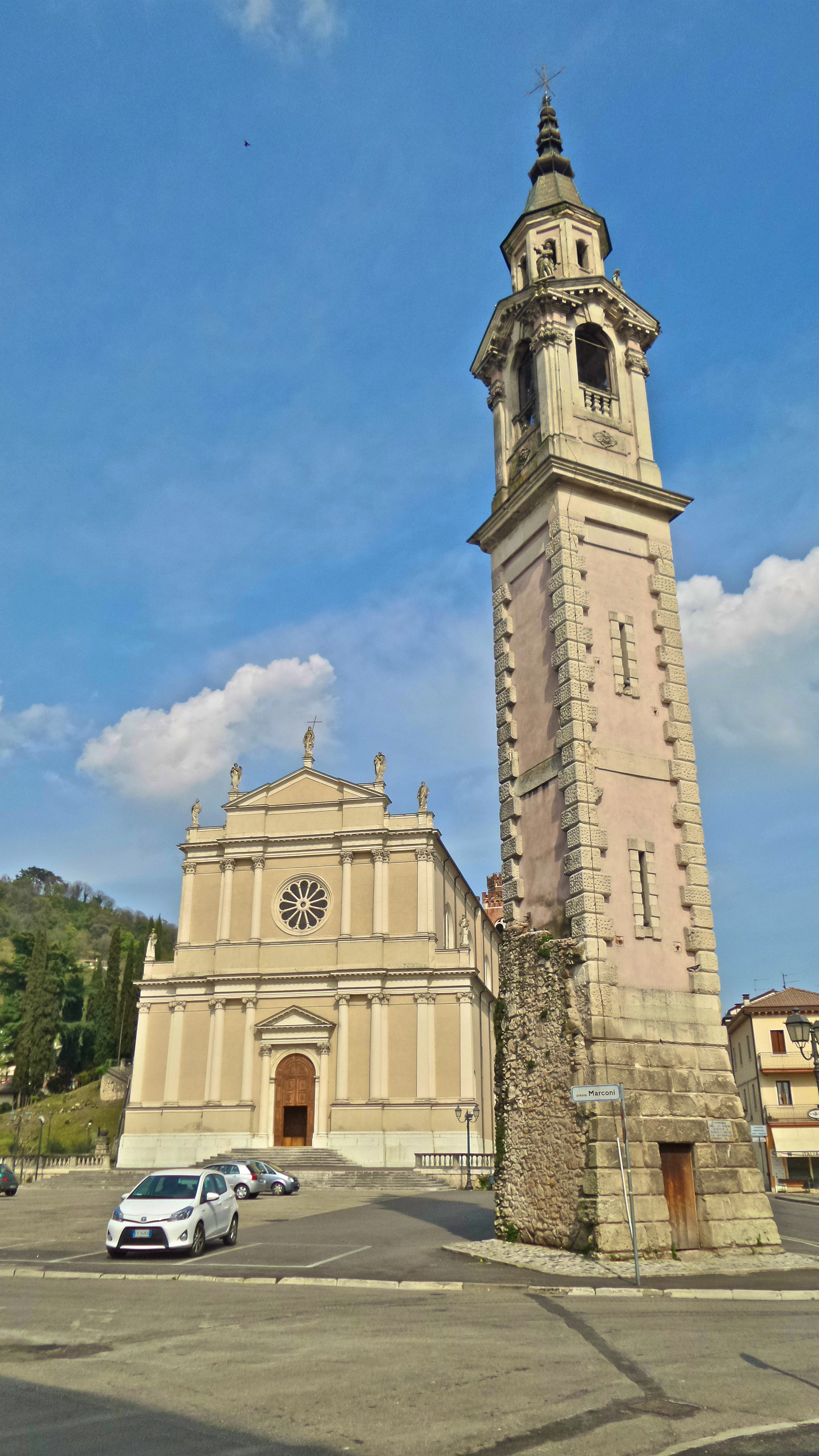
Duomo dei santi Pietro e Paolo e la campanella

Iniziata il 4 ottobre 1900, le difficoltà e gli eventi bellici ritardarono i lavori: la nuova chiesa fu quindi consacrata il 21 agosto 1920. All'interno sono conservati pregevoli dipinti del 500 e del 600. Oltre all'altare maggiore vi sono ai lati della navata 5 altari barocchi e il fonte battesimale. Il vero gioiello marmoreo è l'antico altare di Santa Cecilia realizzato a Venezia per la Cattedrale di Treviso; venne rifiutato dai committenti e quindi acquistato dai nobili Piovene che ne fecero dono alla comunità. Reperti quali lapidi, portali, frontoni, tabernacoli del 400 provenienti da un'altra chiesa distrutta nel 1876 adornano il Duomo. I restauri degli anni 90 hanno riportato le pietre alla bellezza originaria.

#### Campanella
La "Campanella" è il vecchio campanile, situato nella piazza comunale, tutto ciò che rimane della chiesa di Santa Cecilia, smontata nel 1950 e riassemblata nell'unica frazione di Valle. Così la piazza ha la singolarità di due campanili. Non se ne conosce l'epoca di costruzione, ma la torre originaria risale probabilmente al XV secolo. Nel XVII secolo il campanile fu innalzato e strutturato nella pregevole forma con cui si presenta ora. Ospita una campana..

#### Chiesa di San Fermo e Rustico
È la chiesa che possiede una delle più antiche documentazioni scritte: in una pergamena del 1191 appare come centro di una comunità di penitenti laici. Era proprietà del monastero veronese di Santa Maria in Organo e tale rimase fino alla soppressione napoleonica del 1810.
Dedicata fin dalle origini ai santi Fermo e Rustico, vide nascere e poi svilupparsi anche i culti di san Bovo e della Madonna. Il piccolo edificio medievale mutò radicalmente aspetto all'inizio del Settecento, quando venne ingrandito e ristrutturato. Al suo interno sono conservate due tele rappresentanti i Santi Lorenzo, Cristoforo e Bovo. I restauri degli anni novanta hanno portato alla scoperta sotto un altare di una lapide con l'epigrafe di una bambina di epoca romana, figlia di un funzionario che aveva una domus poco distante. Sono anche visibili le tracce che i soldati napoleonici lasciarono quando occuparono la chiesa.

#### Chiesa di San Giorgio e Valentino

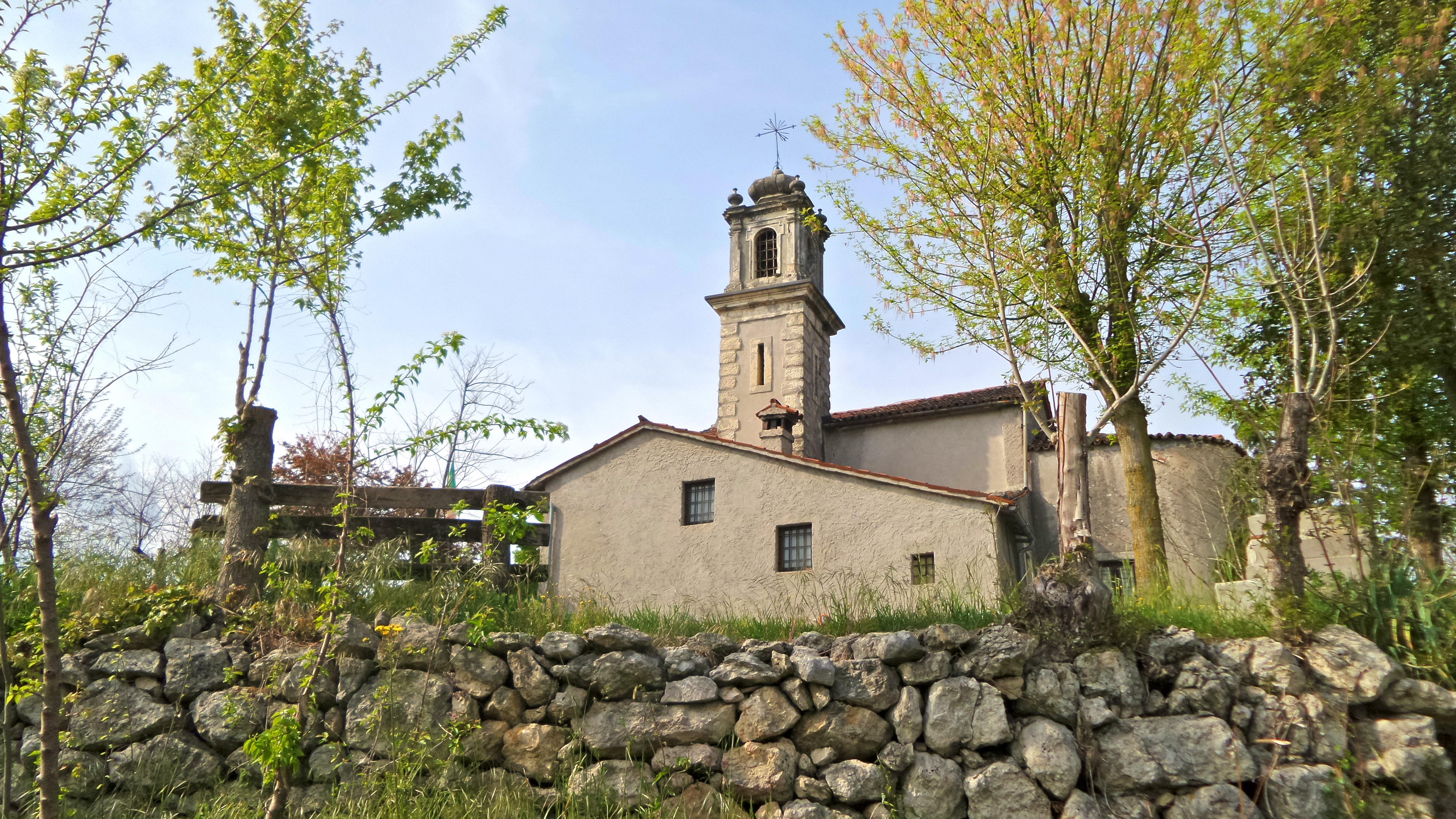
Chiesa di San Giorgio e Valentino

Posta sopra il colle omonimo, si potrebbe ipotizzare un'origine di chiesa esaugurale longobarda, ma è un'ipotesi non dimostrata. È menzionata per la prima volta in una investitura vescovile del 1288, quando recava solo il titolo di San Giorgio. Più volte rimaneggiata, vide un radicale restauro nel 1739 e nell'occasione assunse anche il titolo di San Valentino, invocato per la guarigione delle febbri. Fu ridotta alle forme attuali a metà dell'800 e per molto tempo fu custodita da un laico che dimorava presso la chiesa stessa. Nei primi anni del 900 la chiesa e lo spazio antistante svolsero la funzione di lazzareto per gli ammalati di febbre spagnola; si conserva ancora, a lato dell'edificio sacro, un'autoclave per la sterilizzazione degli indumenti.

#### Chiesa di Santo Stefano
Si presume che la chiesa sia coeva al Castello dei Da Castelgomberto che sorgeva sul colle omonimo (secoli XI-XII). È nominata per la prima volta in un documento del 1233. Era fin dalle origini dotata di beni propri e risulta officiata da un sacerdote già nei primissimi anni del Trecento. Questi due elementi, le proprietà fondiarie e la presenza di un rettore, danno corpo e peso alle generiche affermazioni che Santo Stefano fosse un Priorato. Restaurata alla fine dell'800 è ben conservata; pregevole l'altare settecentesco.

#### Chiesetta di San Gaetano
Eretta nel 1670, è a due navate e in origine il titolo principale era di Sant'Antonio da Padova cui era dedicato l'altare maggiore. L'altare della navata secondaria era dedicato a San Gaetano Thiene che, con il tempo, divenne il titolare della chiesetta. Intorno alla metà dell'800 fu aggiunto il pregevole atrio quadrato con colonne, aperto su due lati. Subì un radicale restauro nel 1932, tuttora è ben conservata.

#### Chiesa di Santa Maria Maddalena
Sorta per volontà di Bellancio Da Castelgomberto, esponente di spicco della nobiltà rurale locale, che la fece erigere nel febbraio del 1296 nelle sue proprietà a espiazione dei suoi peccati. In seguito sorse anche un piccolo monastero, il terzo nella Castelgomberto medievale.
 
Con il passaggio delle proprietà dai Da Castelgomberto ai Piovene nei primi decenni del 400, la chiesa divenne la cappella della famiglia. Caduta in rovina probabilmente nel XVI, secolo i Piovene intervennero erigendola poco lontano, attigua alla villa padronale. Fu terminate nel 1614 come riporta la lapide sulla facciata. Divenne in seguito proprietà dei Da Porto e poi Da Schio e come tale fu sempre dotata di beni e arredi. Dà il nome all'antica fiera di Santa Maria Maddalena istituita dai Piovene nel 1798, che andava a sostituire la più antica fiera di San Fermo che si teneva il 9 agosto.

#### Oratorio Regina Pacis

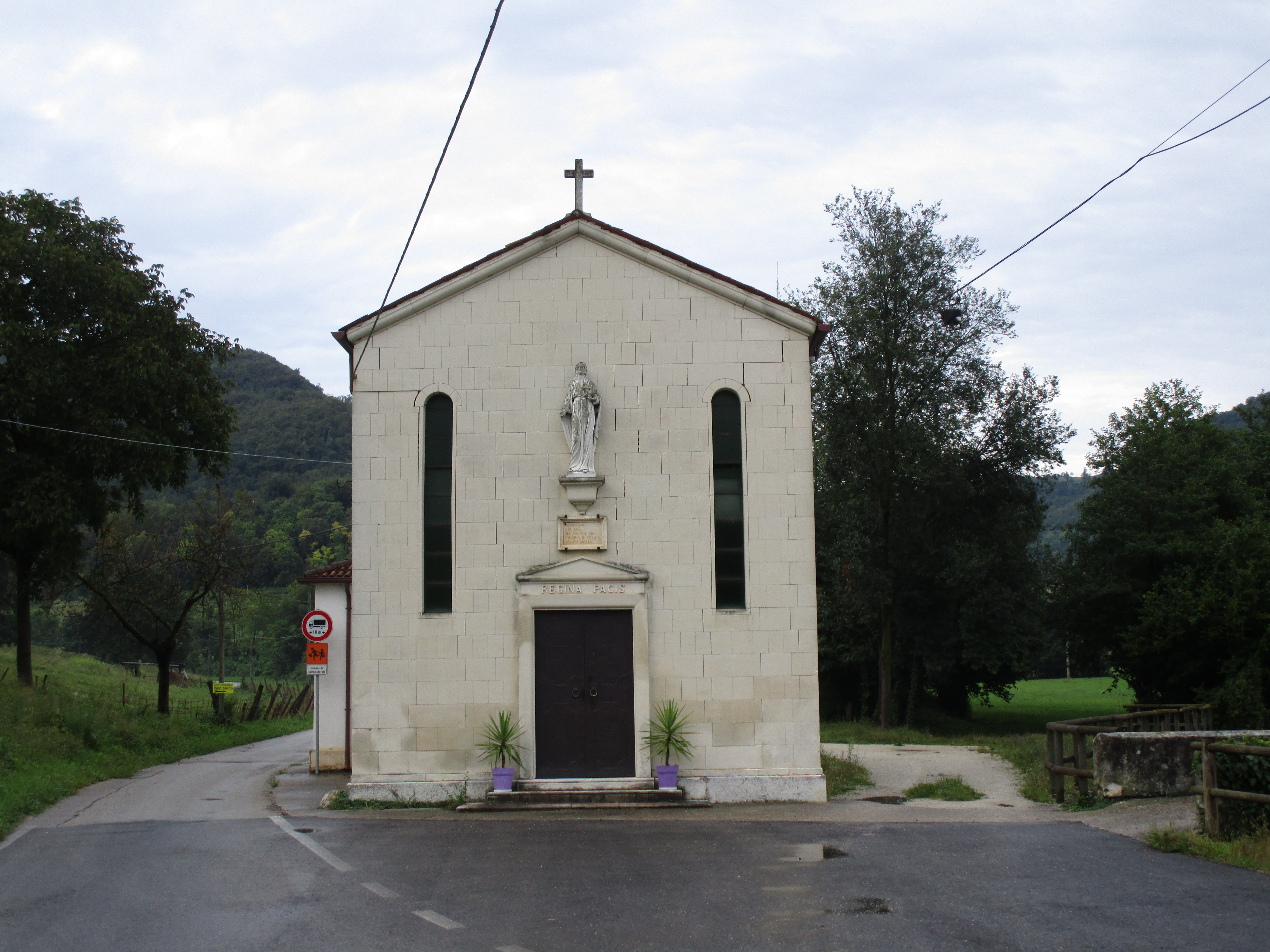
Oratorio Regina Pacis

Eretto nel 1945 come ringraziamento per la fine della seconda guerra mondiale, sul luogo dove da trent'anni esisteva un capitello. Funse da chiesa parrocchiale della frazione di Valle prima dell'erezione della chiesa di Santa Cecilia.

#### Chiesa di Santa Cecilia

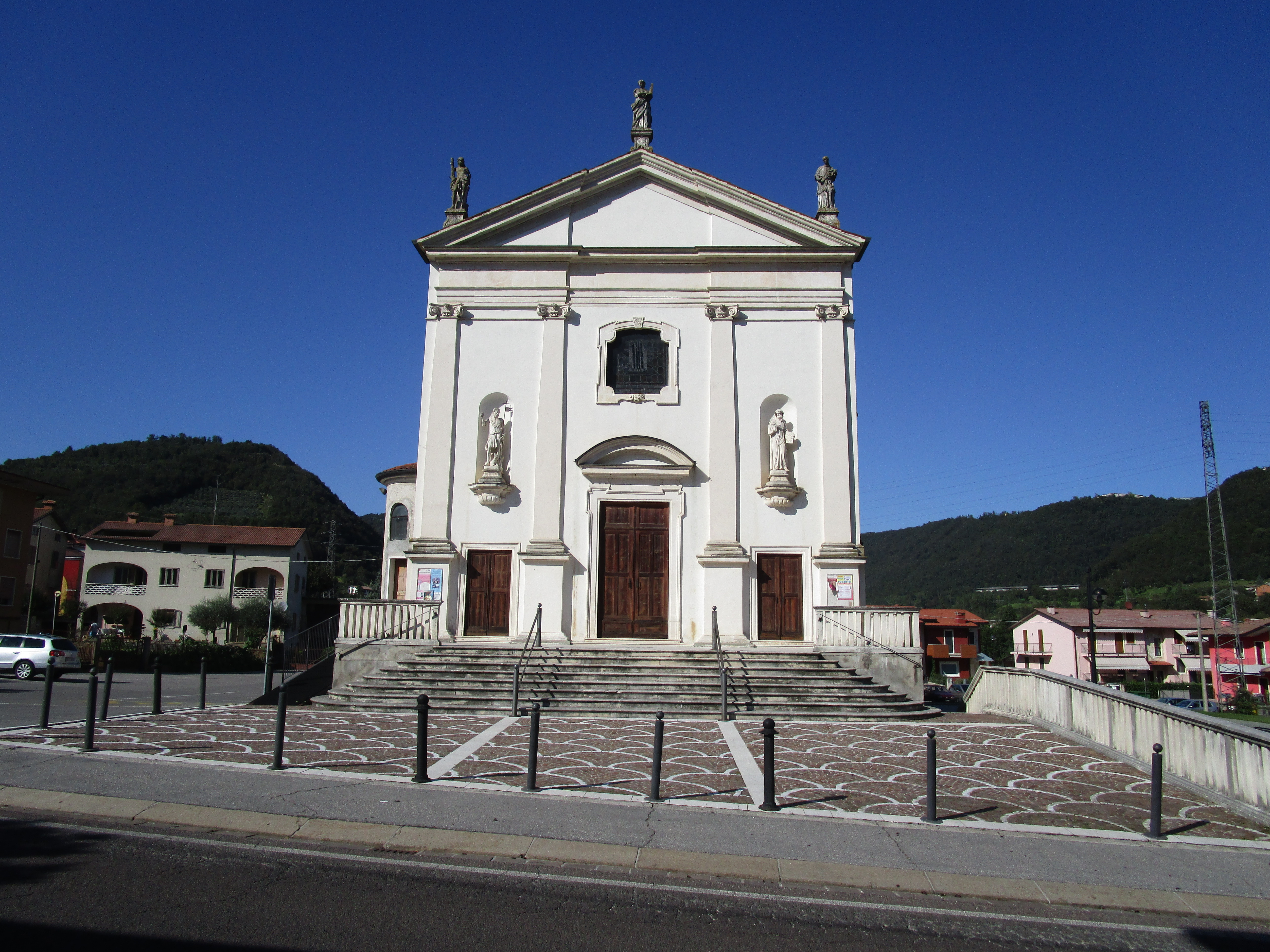
Chiesa di Santa Cecilia in frazione Valle

L'esistenza di un edificio sacro dedicato a Santa Cecilia risale al periodo medievale: nel testamento redatto da una nobile Trissino nel 1297 appare una donazione alla Chiesa di Santa Cecilia di Chiuse, centro abitato fortificato confinante con Castelgomberto, da cui fu poi assorbito tra la fine del secolo XIV e i primi anni del successivo.
Proprio in quegli anni la chiesa di Santa Cecilia venne ristrutturata e divenne di fatto la sede parrocchiale. In un documento del 1421 ha già vicino a sé la canonica del parroco di San Pietro e ai primi del 500 diverrà a tutti gli effetti la nuova parrocchiale. Fu la chiesa che simboleggiò l'unificazione dei due comuni di Castelgomberto e Chiuse.
Ai primi del 1700 l'abate Bertazzi, energico e attivissimo parroco di Castelgomberto, mise in moto l'iniziativa di un radicale restauro dell'edificio, che intorno alla metà del secolo era pronto ad accogliere una popolazione che andava rapidamente crescendo. Dopo la costruzione della nuova parrocchiale dei SS. Pietro e Paolo, venne abbandonata; dopo anni di degrado venne smontata e rimontata nella frazione di Valle, che nel frattempo era diventata parrocchia autonoma.
Pregevoli le statue settecentesche che adornano la facciata attribuite alla bottega di Orazio Marinali, tra cui sulla sommità spicca quella della Santa Patrona opera di Giuseppe Sordina, operante nella bottega del Marinali e datata 1741. Nel 1992, grazie ad una donazione, fu installato un nuovo Organo a trasmissione integralmente meccanica e dotato di 1153 canne.

## Società

### Evoluzione demografica
Abitanti censiti

## Geografia antropica
Nel comune di Castelgomberto c'è una sola frazione prevista dallo statuto del Comune: Valle, con una popolazione di circa 500 abitanti.
Altre località o contrade sono: Berti Alti, Berti Bassi, Brunetti, Buso, Canton, Capitello - Monte Schiavi, Carletti, Conca, Fortuna, Gasparella Grumi, Giuriati, Grumi, Monte Schiavi, Nicoletti, Palazzetto, Pendina, Pilotto, San Fermo, Sandri, Sottoriva, Tamiozzi, Val di Barco, Valle, Vallorona, Vanzetti.

## Infrastrutture e trasporti
Il trasporto pubblico a Castelgomberto è garantito da autocorse svolte dalla società Ferrovie e Tramvie Vicentine (FTV).
Fra il 1880 e il 1980 il paese venne servito da una stazione posta sulla tranvia Vicenza-Valdagno-Recoaro Terme/Chiampo, gestita anch'essa dalle FTV.

## Amministrazione
| Periodo | Periodo   | Primo cittadino            | Partito         | Carica                  | Note |
| ------- | --------- | -------------------------- | --------------- | ----------------------- | ---- |
| 1988    | 1995      | Giuseppe Cecchetto         | DC              | Sindaco                 |      |
| 1995    | 1999      | Antonio Fortuna            | Centro-sinistra | Sindaco                 |      |
| 1999    | 2004      | Bonaventura Granatiero     | Lista civica    | Sindaco                 |      |
| 2004    | 2007      | Battista Onorato Occhietti | Lista civica    | Sindaco                 |      |
| 2007    | 2008      | Vincenzo Foglia            |                 | Commissario prefettizio |      |
| 2008    | 2018      | Lorenzo Dal Toso           | Centro-destra   | Sindaco                 |      |
| 2018    | in carica | Davide Dorantani           | Centro-destra   | Sindaco                 |      |

## Sport
Castelgomberto è sede del Velodromo Mainetti.
La principale squadra di calcio è il Castelgomberto Lux ed è affiliata al L.R. Vicenza Virtus.